# Gussainville
Ne doit pas être confondu avec Goussainville.
Gussainville est une commune française située dans le département de la Meuse, en région Grand Est.

## Géographie

### Hydrographie

#### Réseau hydrographique
La commune est dans le bassin versant du Rhin au sein du bassin Rhin-Meuse. Elle est drainée par l'Orne, le ru Braquemis, le ru de Butel et le ruisseau d'Eix,.
L'Orne, d'une longueur de 86 km, prend sa source dans la commune de Ornes et se jette  dans la Moselle à Richemont, après avoir traversé 25 communes. 
Le ru Braquemis, d'une longueur de 12 km, prend sa source dans la commune de Ronvaux et se jette  dans l'Orne à Buzy-Darmont, après avoir traversé huit communes. 
Le ru de Butel, d'une longueur de 13 km, prend sa source dans la commune de Manheulles et se jette  dans l'Orne à Saint-Jean-lès-Buzy, après avoir traversé huit communes. 
Le ruisseau d'Eix, d'une longueur de 15 km, prend sa source dans la commune de Eix et se jette  dans l'Orne à Warcq, après avoir traversé six communes. 

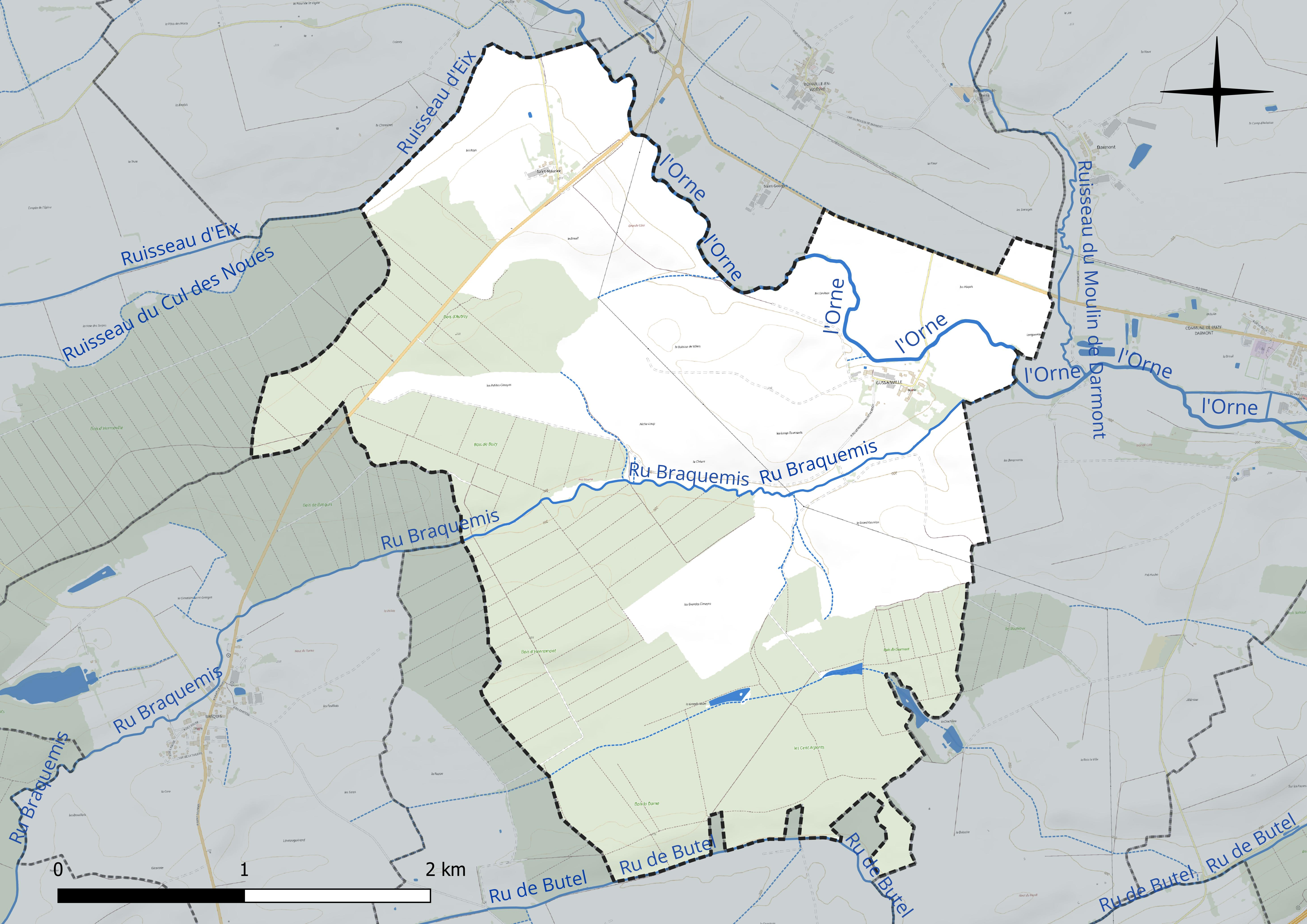
Réseau hydrographique de Gussainville.

#### Gestion et qualité des eaux
Le territoire communal est couvert par le schéma d'aménagement et de gestion des eaux (SAGE) « Bassin ferrifère ». Ce document de planification concerne le périmètre des anciennes galeries des mines de fer, des aquifères et des bassins versants hydrographiques associés qui s’étend sur 2 418 km2. Les bassins versants concernés sont celui de la Chiers en amont de la confluence avec l'Othain, et ses affluents (la Crusnes, la Pienne, l'Othain), celui de l'Orne et ses affluents et celui de la Fensch, le Veymerange, la Kiesel et les parties françaises du bassin versant de l'Alzette et de ses affluents (Kaylbach, ruisseau de Volmerange). Il a été approuvé le 27 mars 2015. La structure porteuse de l'élaboration et de la mise en œuvre est la région Grand Est. 
La qualité des cours d’eau peut être consultée sur un site dédié géré par les agences de l’eau et l’Agence française pour la biodiversité. 

### Climat
Pour des articles plus généraux, voir Climat du Grand Est et Climat de la Meuse.
En 2010, le climat de la commune est de type climat des marges montargnardes, selon une étude du Centre national de la recherche scientifique s'appuyant sur une série de données couvrant la période 1971-2000. En 2020, Météo-France publie une typologie des climats de la France métropolitaine dans laquelle la commune est dans une zone de transition entre le climat océanique altéré et le climat océanique altéré et est dans la région climatique  Lorraine, plateau de Langres, Morvan, caractérisée par un hiver rude (1,5 °C), des vents modérés et des brouillards fréquents en automne et hiver. 
Pour la période 1971-2000, la température annuelle moyenne est de 9,8 °C, avec une amplitude thermique annuelle de 16,4 °C. Le cumul annuel moyen de précipitations est de 845 mm, avec 13,3 jours de précipitations en janvier et 9,2 jours en juillet. Pour la période 1991-2020, la température moyenne annuelle observée sur la station météorologique de Météo-France la plus proche, « Rouvres-en-woevre », sur la commune de Rouvres-en-Woëvre à 5 km à vol d'oiseau, est de 10,8 °C et le cumul annuel moyen de précipitations est de 668,3 mm. 
La température maximale relevée sur cette station est de 40,2 °C, atteinte le 24 juillet 2019 ; la température minimale est de −15,4 °C, atteinte le 7 février 2012,,. 
Les paramètres climatiques de la commune ont été estimés pour le milieu du siècle (2041-2070) selon différents scénarios d'émission de gaz à effet de serre à partir des nouvelles projections climatiques de référence DRIAS-2020. Ils sont consultables sur un site dédié publié par Météo-France en novembre 2022.

## Urbanisme

### Typologie
Au 1er janvier 2024, Gussainville est catégorisée commune rurale à habitat très dispersé, selon la nouvelle grille communale de densité à sept niveaux définie par l'Insee en 2022.
Elle est située hors unité urbaine et hors attraction des villes,.

### Occupation des sols
L'occupation des sols de la commune, telle qu'elle ressort de la base de données européenne d’occupation biophysique des sols Corine Land Cover (CLC), est marquée par l'importance des territoires agricoles (51,8 % en 2018), une proportion sensiblement équivalente à celle de 1990 (51,7 %). La répartition détaillée en 2018 est la suivante :
forêts (45,7 %), terres arables (27,3 %), prairies (24,4 %), milieux à végétation arbustive et/ou herbacée (2,5 %). L'évolution de l’occupation des sols de la commune et de ses infrastructures peut être observée sur les différentes représentations cartographiques du territoire : la carte de Cassini (XVIIIe siècle), la carte d'état-major (1820-1866) et les cartes ou photos aériennes de l'IGN pour la période actuelle (1950 à aujourd'hui).

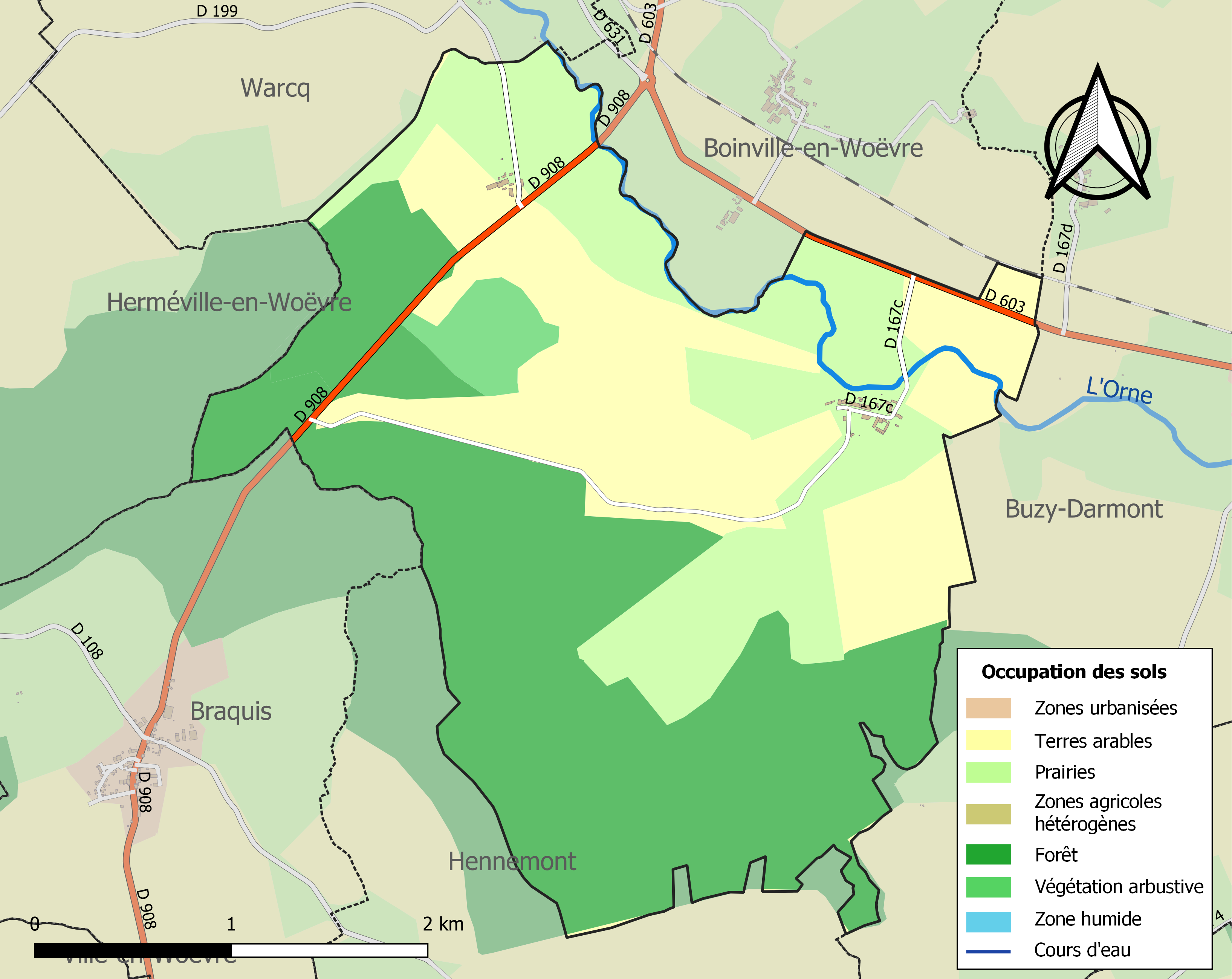
Carte des infrastructures et de l'occupation des sols de la commune en 2018 (CLC).

## Toponymie
Le nom de la localité est attesté sous les formes Gunseiville (1168) ; Gunseivilla (1206) ; Gunzeivilla (1236) ; Gunzeiville (1249) ; Guxenville,  Guxenvilla (1346) ; Guissainville (1450) ; Guisseinville (1481) ; Guissanville (1570) ; Gussonville (1700) ; Gussani-villa (1738) ; Gussainvilla (1749).

## Histoire
La famille des Ancherins puis la famille de Rouyn au XVIIe siècle résidaient à Saint-Maurice-en-Woëvre. Leur château, reconstruit au XVIIIe siècle, a été détruit en 1915. Roch Hyacinthe du Hautoy, général et député de la noblesse du Barrois aux états généraux de 1789, qui résidait au château, fut le dernier représentant de cette famille.
L'église paroissiale Saint-Maurice construite au XVIe siècle, où la famille de Rouyn avait sa sépulture, a été détruite d'abord pour l'alignement de la route en 1833, puis durant la Première Guerre mondiale, et les derniers vestiges supprimés vers 1975.
En décembre 2009, le village connaît soudainement une notoriété médiatique nationale à la suite des propos controversés de son maire UMP, André Valentin, en marge du débat national sur l'identité nationale : « Dix millions que l'on paye à rien foutre ! C'est les gens qui travaillent qui payent pour eux ! (...) il est temps qu'on réagisse parce qu'on va se faire bouffer (...) ». L'association SOS Racisme condamne ces propos dans un communiqué, et engage des actions en justice. En février 2010, André Valentin est ainsi cité à comparaître devant le tribunal de grande instance de Paris pour incitation à la haine raciale et diffamation raciale. En juin 2011, André Valentin a été relaxé et l'association SOS Racisme déboutée de ses demandes.

## Politique et administration
| Période                                  | Période   | Identité        | Étiquette | Qualité      |
| ---------------------------------------- | --------- | --------------- | --------- | ------------ |
| Les données manquantes sont à compléter. |           |                 |           |              |
| mars 2001                                | mars 2014 | André Valentin  | UMP       |              |
| mars 2014                                | mai 2020  | Adeline Delorme |           |              |
| mai 2020                                 | En cours  | Francis Lefort  |           | Ancien cadre |

## Population et société

### Démographie
L'évolution du nombre d'habitants est connue à travers les recensements de la population effectués dans la commune depuis 1793. Pour les communes de moins de 10 000 habitants, une enquête de recensement portant sur toute la population est réalisée tous les cinq ans, les populations de référence des années intermédiaires étant quant à elles estimées par interpolation ou extrapolation. Pour la commune, le premier recensement exhaustif entrant dans le cadre du nouveau dispositif a été réalisé en 2005.

En 2022, la commune comptait 34 habitants, en évolution de +3,03 % par rapport à 2016 (Meuse : −4,4 %, France hors Mayotte : +2,11 %).
| 1793 | 1800 | 1806 | 1821 | 1831 | 1836 | 1841 | 1846 | 1851 |
| ---- | ---- | ---- | ---- | ---- | ---- | ---- | ---- | ---- |
| 112  | 100  | 85   | 68   | 60   | 77   | 83   | 91   | 71   |

| 1856 | 1861 | 1866 | 1872 | 1876 | 1881 | 1886 | 1891 | 1896 |
| ---- | ---- | ---- | ---- | ---- | ---- | ---- | ---- | ---- |
| 78   | 79   | 77   | 68   | 71   | 72   | 69   | 70   | 52   |

| 1901 | 1906 | 1911 | 1921 | 1926 | 1931 | 1936 | 1946 | 1954 |
| ---- | ---- | ---- | ---- | ---- | ---- | ---- | ---- | ---- |
| 63   | 54   | 58   | 42   | 56   | 57   | 49   | 43   | 60   |

| 1962 | 1968 | 1975 | 1982 | 1990 | 1999 | 2005 | 2006 | 2010 |
| ---- | ---- | ---- | ---- | ---- | ---- | ---- | ---- | ---- |
| 66   | 56   | 36   | 30   | 14   | 19   | 32   | 40   | 34   |

| 2015 | 2020 | 2022 | - | - | - | - | - | - |
| ---- | ---- | ---- | - | - | - | - | - | - |
| 34   | 31   | 34   | - | - | - | - | - | - |

## Culture locale et patrimoine

### Lieux et monuments
- Le château du Hautoy où a été enterré le célèbre peintre tête de file expressionniste allemand Franz Marc. Décédé à Braquis le 4 mars 1916, son corps a été rapatrié à Kochel am See, en Bavière, à la fin de la guerre. Le château actuel n'est qu'une grosse maison remplaçant le château détruit en 1915.
- Des fonts baptismaux datant du XIe siècle provenant de l'ancienne chapelle du château de Saint-Maurice en pierre calcaire ornée d'enroulements sont transformés en bac à fleurs dans une ferme de Saint-Maurice[30].
- Une sculpture d'un christ en croix du XVIIIe siècle orne une ferme située rue grande[31].
- L'ancienne église paroissiale dédiée à saint Maurice, datait du XVIe siècle. Elle fut en partie détruite en 1833 pour l'alignement de la route, et le fut de nouveau en 1914-1918. Ses derniers vestiges disparurent en 1975.

### Héraldique
| Blason de Gussainville | Blason  | D’or au lion de gueules, armé et lampassé de sable ; au pal d’argent brochant sur le tout. |
| Blason de Gussainville | Détails | Le statut officiel du blason reste à déterminer.                                           |